# Shiranui (aparición)

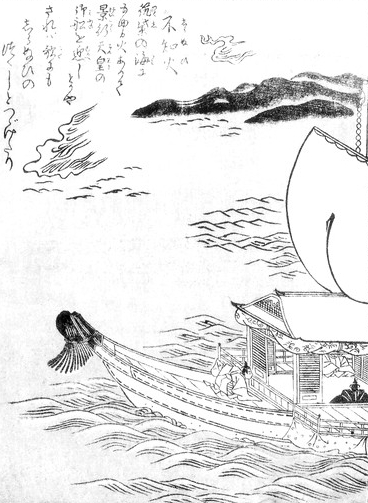
Shiranui en Toriyama Sekiens Konjaku Gazu Zoku Hyakki.

El Shiranui (不知火; „fuego imposible“) es un aparición fantasmal en Japón. Se dice, según el folclore en el Mar de Shiranui (不知火海, Shiranui-kai), mar interior semicerrado, que separa la isla de Kyūshū con Japón.
Shiranui describen como pequeñas llamas rojas, se dice que se multiplican y propagan rápidamente, pero siempre manteniendo la distancia. Solo puedes ver el fuego fantasmal en agosto en días sin viento. Pescadores y marineros supersticiosos dicen que el Shiranui trae buena suerte, porque les muestra el camino de regreso a la costa. Algunas personas en Japón creen que los fuegos fueron creados por el dios de los mares, Ryūjin (龍神), se dice que los hizo con las almas de personas ahogadas. La historia de los Shiranui se cuenta desde el siglo XIV.
Porque es tan conocido en Japón, los científicos y exploradores marinos estudian el Shiranui. Creen que es una ilusión óptica: En la costa de Kyushu, muchos pescadores salen durante la noche. Usan pequeñas lámparas como cebo para atrapar calamares. Cuando el mar está muy tranquilo y suave, entonces las lucecitas se reflejan en la superficie del mar. Entonces parece que las luces flotan sobre el agua. Otros investigadores creen que también podrían ser las luces de las medusas luminosas.